# Новая Пятина
Новая Пятина (на руски: Новая Пятина) е село в централната европейска част на Русия, част от Нижнеломовски район на Пензенска област. Населението му е около 271 души (2010).
Разположено е на 145 метра надморска височина на Приволжкото възвишение, на 16 километра източно от Нижни Ломов и на 80 километра северозападно от Пенза. Селото се споменава за пръв път през 1670 година като войнишко селище.

## Известни личности
Родени в Новая Пятина
- Аристарх Лентулов (1882 – 1943), художник